# Mari Carmen Aponte
Mari Carmen Aponte (Porto Rico, 1946) é uma advogada e diplomata norte-americana.
Foi nomeada Sub-secretaria de Estado para Assuntos do Hemisfério Ocidental a 5 de maio de 2016. Antes desta posição, desempenhou funções como Embaixadora dos Estados Unidos em El Salvador, cargo que ocupou pela primeira vez desde setembro de 2010 até janeiro de 2011 e depois de junho de 2012, até janeiro de 2016. Ao assumir o cargo converteu-se na primeira embaixadora de origem porto-riquenha.
Também tem sido nomeada como Embaixadora ante a República Dominicana em 1998, sendo a sua nomeação retirada. Em 2014 foi nomeada como Representante Permanente da Organização de Estados Americanos, mas não obteve a aprovação do Senado dos Estados Unidos.